# 青葉学園物語
青葉学園物語（あおばがくえんものがたり）は吉本直志郎作の児童文学作品。著者の吉本が11歳から18歳までを過ごした原爆孤児のための養護施設「広島戦災孤児育成所」（広島県佐伯郡五日市町吉見園、現・広島市佐伯区）を舞台にした物語でベストセラーとなった。

## 概要
主になつめ寮の子供たちを中心に、シリーズ通しておよそ1年半に渡る物語が綴られる。学園で出会った弘明と恵子との幸せな未来を予感させて（「まっちくれ、涙」）物語は完結する。
コンビーフの缶詰を学園の倉庫から盗み出したものの、開けてみるとその大半がコーンスターチの缶詰であった（「さよならは半分だけ」）などの爆笑エピソードに混じり、行方をくらませていた進の母親がひょっこり学園を訪ねて来る（「右むけ、左！」）、新しく入ってきた幸子と真治の母親が亡くなってしまう（「さよならは半分だけ」）、原爆ですべての家族を失ったうどん屋の老夫婦と出会う（「翔ぶんだったら、いま！」）、中学を卒業して就職した透が社会の厳しさを知る（「空色の空の下で」）などシビアな部分もある。
しかしながら、戦争ものにありがちなお涙ちょうだいや説教臭さがなく、爆笑エピソードとシリアスなエピソードとのバランスが絶妙であり、世代を越えて多くの読者から熱い支持を受けている。

## 主な登場人物
以下に記した学年は、第1作当時のものである。
- 今井和彦（小6）

なつめ寮に所属。やや自己中心的な性格。新しく入ってきた幸子に思いを寄せる。原爆で身寄りを亡くした。
- 野崎進（小6）

楓寮に所属。母が家を飛び出し、その後父が他界したため、青葉学園に引き取られる。あだ名は「スッさん」。陽気で6年生のムードメーカー的な存在。
- ボータン（小5）

なつめ寮に所属。本名は久保田修。利発で機転がきく。和彦の女房役的存在。原爆で身寄りを亡くした。
- 清（小5）

なつめ寮に所属。やや気が弱くとろくさい。原爆以外の理由で学園へやってきた。
- まこと（小3）

なつめ寮に所属。鼻が悪い。原爆以外の理由で学園へやってきた。
- 森山真治（小3）

なつめ寮に所属。母が病気になり、育ててくれた祖母も他界したため、姉の幸子とともに青葉学園にやってきた。おとなしいが歌が得意。
- タダシ（小1）

なつめ寮に所属。原爆以外の理由で学園へやってきた。最年少なので皆に可愛がられている。学年を聞かれると「1年1組」と答える。
- 川口耕一（中2）

なつめ寮に所属。寮長の佐久間透を支えるしっかり者。
- 島田弘明（高1）

青葉学園内の寺の庫裏を勉強部屋として与えられ、大学進学を目指して勉強している。学園のリーダー的存在。最終巻の「まっちくれ、涙」では話の中心となり、山の木の切り出しのアルバイトを通して社会を知る。
- 佐久間透（中3）

なつめ寮に所属。寮内最年長なので寮長を務めている。子分思い。第四作の「空色の空の下で」で中学を卒業し雑貨店に就職するが、社会の厳しさを知る。
- 竹田みゆき（小6）

楓寮に所属。男子たちからは「おおげつ」と呼ばれている。
- 今井恵子（中3）

なつめ寮に所属。和彦の姉でしっかり者。弘明と恋仲である。
- 厚子（中1）

なつめ寮に所属。恵子とともに洗濯などの用事をこなす。
- のり子

みつあみの長い髪が自慢。男子からは「女インディアン」と呼ばれている。
- 森山幸子（小6）

なつめ寮に所属。真治の姉。和彦いわく「親切で、勉強がようできて、ちょっとまぶしい」女の子。
- ちい先生（佐伯千鶴子）

なつめ寮の寮母。年齢は20代後半。優しい先生。
- 園長

痛風よけのクルミをいつも持ち歩いている。講話は要領を得ないが、いざという時には厳しくもなる。
- 波多野松三先生

事務長。年配の先生。将棋が趣味。
- 北村先生

若手の先生。子供たちの兄貴的な存在。
- 小川先生

保健の先生。女性。太っていて口うるさい。

## シリーズ一覧
いずれもポプラ社の「こども文学館シリーズ」より刊行。単行本の挿絵を村上豊が担当し、ポプラ社文庫版の挿絵を中島潔が担当した。
1. 右むけ、左!（1978年4月、文庫1984年2月）
2. さよならは半分だけ（1978年12月、文庫1984年3月）
3. 翔ぶんだったら、いま!（1979年8月、文庫1984年7月）
4. 空色の空の下で（1980年4月、文庫1984年9月）
5. まっちくれ、涙（1981年5月、文庫1984年10月）

シリーズ外の姉妹編として以下の作品がある。
- 北の天使 南の天使（1982年1月、文庫1985年7月） - 単行本は遠藤てるよ、ポプラ社文庫版はおおた慶文が挿絵を担当。原爆投下直後から青葉学園設立に至るまでの内容。主人公の堤孝太が被爆直後から母を探し、浮浪児となり、青葉学園に引き取られるまでを描く。孝太は本編の「青葉学園物語」には登場しない。 逆に青葉学園物語と共通する登場人物は和彦とボータンであり、孝太と行動を共にし青葉学園に引き取られる。二人とも小学校低学年の設定である。

## 映画版
1981年、市毛良枝主演で映画化された。日活児童映画が制作・配給し、自主配給・自主上映システムにより公開された。シリーズの「右むけ、左！」「さよならは半分だけ」「翔ぶんだったら、いま！」のストーリーが基本になっている。主題歌は森田公一が歌う「君は一人じゃない」。
広島市内各所にてロケーション撮影が行われ、出演した子供たちは地元でのオーディションによる選抜者も含まれていた。子ども達が福屋に出向くというシーンがあるが、福屋の店内は時代考証が考慮されることなく、撮影当時を反映したものであった。

### 出演者
- ちい先生：市毛良枝
- 園長先生：鈴木瑞穂
- 北村先生：赤塚真人
- 幸子の母：長内美那子
- 進の母：絵沢萌子
- 屑鉄屋主人：笑福亭仁鶴
- 電信工事のおじさん：阿藤快
- 太宰久雄
- うどん屋のおじいさん：加藤嘉

### スタッフ
- 監督：大澤豊
- 脚本：大澤豊、吉田栄子
- チーフ助監督：成田裕介
- 音楽：森田公一